# Městské muzeum Mariánské Lázně
Městské muzeum v Mariánských Lázních bylo založeno již v roce 1887, nyní sídlí na Goethově nám. č.p. 11 v bývalém lázeňském domě Zlatý hrozen, později Goethe-Haus, kde jsou umístěny správní kanceláře i výstavní prostory muzea. Muzeum je členem Asociace muzeí a galerií České republiky.

## Expozice
V muzeu jsou v současné době instalovány následující expozice:
- Johann Wolfgang Goethe – pamětní pokoje J. W. Goetha v 1. patře, 5 pokojů s dobovým nábytkem, ukázkami sbírek a korespondencí připomínající návštěvy básníka v Mariánských Lázních v letech 1820–1823,
- slavní návštěvníci Mariánských Lázní a návštěvy anglického krále Edwarda VII.,
- balneologie, využití minerálních vod (vývoj a stav lázeňské léčby, významní lázeňští lékaři) - modely jímání pramenů, vystavené ledvinové kameny, dobová olověno-cínová vana, dobové vyšetřovací lékařské pomůcky,
- historie města a regionu (Klášter Teplá, založení města, období prvního rozvoje, udělení znaku, město v době největšího rozvoje, období po 1. světové válce dosud),
- lidová keramika a plastiky, cínové nádobí, porcelán, sklo.

### Zaměření muzea
- Využívání léčivých pramenů, jejich jímání, lázeňství, balneologie,
- významní návštěvníci Mariánských Lázní,
- historie a stavební vývoj Mariánských Lázní,
- dokumentace současnosti města a regionu,
- významné osobnosti žijící a působící v Mariánských Lázních,
- příroda Mariánskolázeňska,
- historie sídel v územní působnosti muzea.

## Budova muzea
Původní dům „U zlatého hroznu“ byl postaven v roce 1818, architektem Františkem Hablem. V letech 1975–1979 byl rekonstruován na muzeum. Jedná se o nejstarší dochovanou stavbu v původní osadě Mariánské Lázně. Před muzeem je od roku 2015 umístěn poesiomat.